# Cantone di Grecia

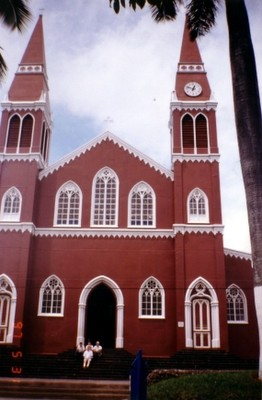
Chiesa

Il Cantone di Grecia è un cantone della Costa Rica facente parte della provincia di Alajuela.
Confina ad est con i cantoni di Poás e Alajuela, a nord e ad ovest con Sarchí e Naranjo, a sud con Alajuela e Atenas.
I primi abitanti di questa parte della Costa Rica, in epoca precolombiana, furono gli indigeni Huetares. Successivamente, all'inizio del XVIII secolo si formarono alcuni nuclei abitati, ad ovest del fiume Poás. La zona iniziò ad essere sfruttata per la coltivazione del caffè e della canna da zucchero.
Il cantone di Grecia fu fondato per legge il 17 aprile del 1838.
L'economia è basata sulla coltivazione di caffè, canna da zucchero, ananas, ortaggi, piante ornamentali, ma anche sull'allevamento del bestiame (ovini, polli) e sul turismo.
Attrattive turistiche nei pressi di Grecia sono il Rifugio Naturale Bosque Alegre formato da un insieme di piccole lagune, ad 8 km dal vulcano Poás e il Parco Los chorros.

## Geografia antropica

### Suddivisioni amministrative
Il cantone  è suddiviso in 8 distretti:
- Bolívar
- Grecia
- Puente de Piedra
- Río Cuarto
- San Isidro
- San José
- San Roque
- Tacares